# Обри Адамс
Обри Адамс (на английски: Aubrey Addams) е американска порнографска актриса, родена на 25 май 1987 г. в град Уестфийлд, щата Ню Джърси, САЩ.
Дебютира като актриса в порнографската индустрия през 2006 г.

## Награди и номинации
Номинации
- 2007: Номинация за XRCO награда за нова звезда.[3]
- 2007: Номинация за XRCO награда за Cream Dream.[3]
- 2007: Номинация за NightMoves награда за най-добра нова звезда.[4]
- 2007: Финалистка за F.A.M.E. награда за любима новобранка.[5]
- 2012: Номинация за AVN награда за невъзпята звезда на годината.[6]